# Chaetabraeus cinaedus
Chaetabraeus cinaedus är en skalbaggsart som beskrevs av Miłosz A. Mazur 1997. Chaetabraeus cinaedus ingår i släktet Chaetabraeus och familjen stumpbaggar. Inga underarter finns listade i Catalogue of Life.